# بردگی داوطلبانه
بردگی داوطلبانه، در تئوری، وضعیتی است که در آن بردگی به نقطه رضایت داوطلبانه رسیده‌است. این از بردگی غیر داوطلبانه که در آن فرد معمولاً به عنوان مجازات برای یک جنایت مجبور به یک دوره بندگی می‌شود متمایز می‌شود.
اصطلاح برده داری داوطلبانه اغلب در نوشته‌های جدلی و بلاغی در مورد طیف وسیعی از موضوعات استفاده می‌شود. به عنوان مثال، ادعا شده‌است که نظام دستمزد سرمایه دارانه به معنای برده داری داوطلبانه و مغایر با کرامت انسانی و حقوق مسلم بشری است. موری راثبارد، لیبرترین، از این اصطلاح به عنوان خودمتناقض انتقاد کرد. از سوی دیگر، والتر بلاک، دستیار او، از این ایده در برابر انتقادات لیبرترین راتبارد و دیگران دفاع کرده و ادعا می‌کند که این ویژگی ثابت فلسفه آنهاست، اما اذعان می‌کند که دیدگاه او در کنار رابرت نوزیک، در اقلیت است.